# Jagdschloss Wolkersdorf
Koordinaten: 51° 1′ 9″ N, 8° 48′ 23″ O

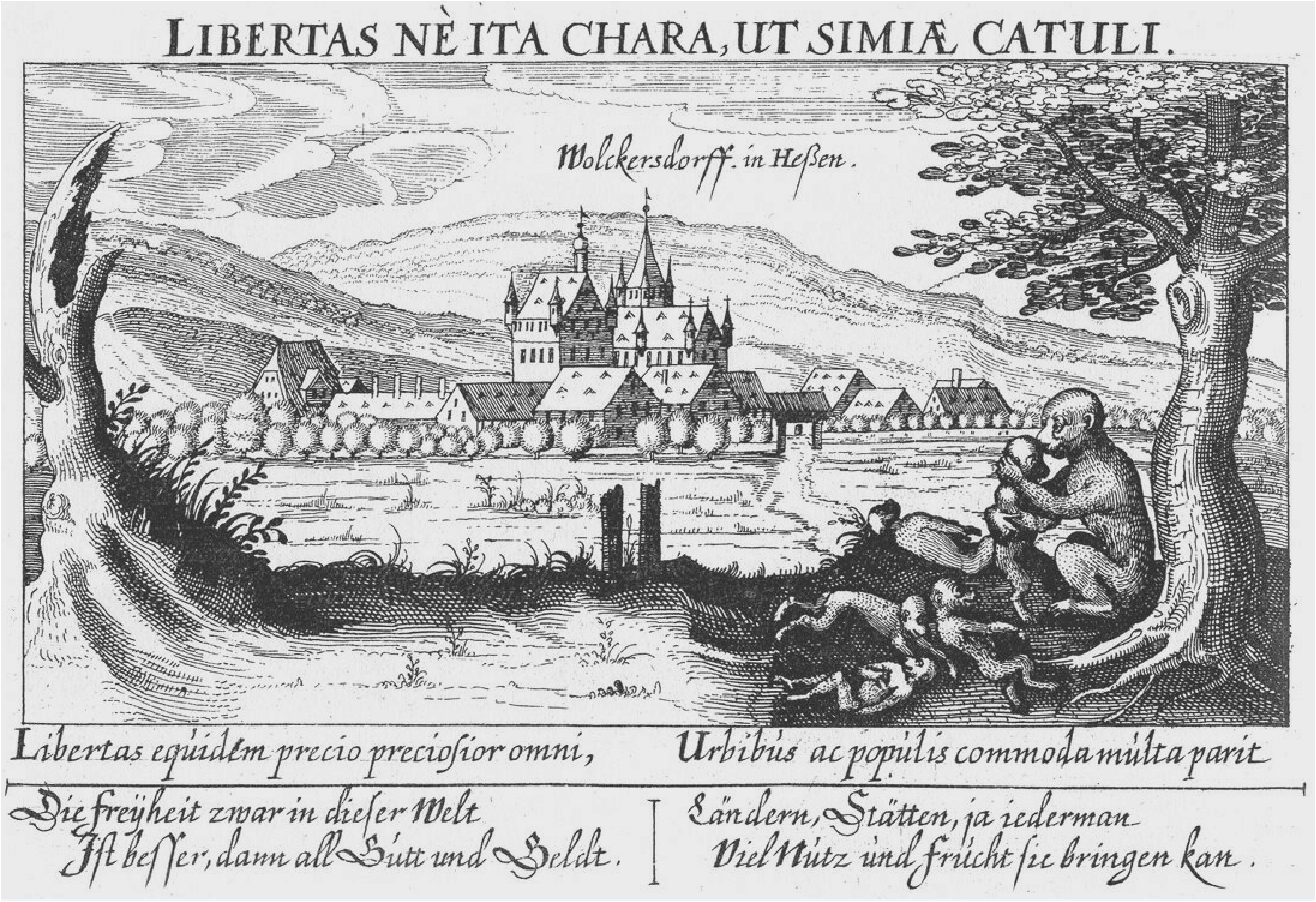
Schloss Wolkersdorf, 1625

Das Jagdschloss Wolkersdorf war ein von 1480 bis 1484 errichtetes und 1812/13 abgerissenes Jagdschloss der Landgrafen von Hessen bzw. von Hessen-Kassel in Bottendorf, einem Ortsteil der Gemeinde Burgwald im Landkreis Waldeck-Frankenberg in Nordhessen. Heute erinnern nur noch geringe Mauerreste und die Wolkersdorfer Teiche an die ehemalige Schlossanlage.
Das Schloss erlangte eine gewisse geschichtliche Bedeutung nach der im März 1540 geschlossenen Zweitehe des Landgrafen Philipp I. von Hessen, der seine Bigamie verheimlichen wollte, indem er seine Zweitfrau Margarethe von der Saale zwei Jahre lang in Wolkersdorf versteckte.

## Geographische Lage
Das Schloss befand sich im äußersten Süden von Bottendorf, auf 308 m ü. NN Höhe, zwischen der heutigen Wolkersdorfer Straße (B 252 Frankenberg – Marburg) im Westen und dem Bach Nemphe im Osten. Unmittelbar südlich der einstigen Schlossanlage befinden sich mehrere, noch aus der Bauzeit des Schlosses stammende Teiche.

## Geschichte

### Vorgängerburg
Das Schloss entstand an der Stelle und teilweise auf der Grundlage einer um die Mitte des 13. Jahrhunderts erbauten Wasserburg der edelfreien Herren von Helfenberg. Die Burg Wolkersdorf kam durch Kauf 1389 zur Hälfte und 1414 zur Gänze an die Landgrafen von Hessen und war in der Folge zunächst an Adelshäuser der Umgebung verpfändet, bis sie der in Marburg regierende Landgraf von Hessen-Marburg, Heinrich III. „der Reiche“, im Jahre 1479 einlöste.

### Bau und Nutzung
Landgraf Heinrich ließ die Burg weitgehend abreißen und er und sein Sohn und Nachfolger Wilhelm III. ließen an ihrer Stelle in den Jahren 1480–1484 den fast vollständigen Neubau eines Wasser- und Jagdschlosses errichten. Nur der Turm blieb erhalten und wurde zum Treppenturm umgebaut. Architekt des Neubaus war der landgräfliche Hofbaumeister Hans Jakob von Ettlingen. Es entstand ein befestigtes Schloss nach dem Grundschema der Burg Hessenstein: eine Kernburg mit zwei parallel angeordneten, einen ummauerten Hof flankierenden, dreigeschossigen Wohngebäuden mit Dachgeschoss, deren Außenmauern im Untergeschoss teilweise aus der alten Ringmauer bestanden und, deren Verlauf folgend, daher bogenförmig verliefen. Das westliche der beiden Wohngebäude hatte einen oktogonalen Wendeltreppenturm mittig an der Hofseite. Der verkürzte und zum Treppenturm umgebaute ehemalige Bergfried verband die beiden Wohnbauten an deren Südende. Zugang zum Innenhof erfolgte durch jeweils ein Tor an der Süd- und Nordseite. Diese Anlage wurde von einer Mauer mit runden Türmen an drei der vier Ecken, dem durch einen Doppelturm an der Zugbrücke gesicherten Tor in den Wirtschaftshof an der vierten, nordwestlichen, Ecke und einem vor der Mauer verlaufenden Wassergraben umgeben. Unmittelbar südlich des Schlosses wurde die Nemphe zu einem großen Teich aufgestaut, der den Schlossgraben speiste und u. a. zur Versorgung mit frischen Fischen und zur Haltung von Enten und Gänsen diente. Das Gefälle vom Staudamm des Teichs in den Burggraben diente zum Betreiben des Mühlrads der Schlossmühle am Südostrand der Anlage.
Das Schloss diente hauptsächlich zur Ausübung der landesherrlichen Vorrechtes der „Hohen Jagd“ im Burgwald, das die Landgrafen seit 1464 besaßen, und wurde häufig von den Landgrafen von Hessen bzw. ab 1567 von Hessen-Kassel besucht. Der sogenannte „Herrenweg“ mitten durch den Burgwald verband das Jagdschloss Wolkersdorf mit dem 1450 erstmals erwähnten „Herrschafts-Jachthaus“ bzw. dem an gleicher Stelle in den Jahren 1721 bis 1744 erbauten bzw. umgebauten Jagdschloss Bracht. Da Frankenberg durch den großen Brand vom 9. Mai 1476 noch immer schwer gezeichnet war, wurde jedoch auch der Sitz des Amts Frankenberg um 1485 in das Schloss Wolkersdorf verlegt. Hierdurch entstand das Amt Wolkersdorf, dem die Gerichte Geismar und Röddenau (mit den Untergerichten Rengershausen und Bromskirchen) angehörten. Erst 1556 entstand wieder ein eigenständiges Amt in Frankenberg, untergebracht im ehemaligen Kloster St. Georgenberg, in dem außer der Stadt selbst das ehemalige Kloster, der Hof Rodenbach und die Kellerei Wiesenfeld vereinigt waren und das 1604 mit dem Amt Wolkersdorf vereinigt wurde.
Der zur Burg bzw. nun zum Schloss gehörige Landbesitz wurde zu einer landgräflichen Domäne zusammengefasst und unmittelbar nördlich des Schlosses wurde ein großer Wirtschaftshof eingerichtet und noch bis ins 17. Jahrhundert ausgebaut. Um einen weiträumigen Hof waren zahlreiche Wirtschafts- und Wohngebäude gruppiert: Scheunen, Stallungen (getrennt für Kühe, Kälber, Ochsen, Pferde, Schafe, Schweine, Sauen, Hühner), Schmiede, Schreinerei, Backhaus, Brauhaus, Mühle, Schlachthaus, Hundezwinger, Jägerhaus, Amts- und Schreibstube usw. Ein neuer Marstall mit Kavalierstuben im Obergeschoss und Zugang von dort zum Treppenturm wurde entlang der gesamten südseitigen Umfassungsmauer des Schlosses angelegt. Um den Bedarf der Domäne an Arbeitskräften zu decken, wurden bereits im Jahre 1483 polnische Saisonarbeiter angeworben. Im Laufe der Zeit wurden diese und auf dem Gut beschäftigte deutsche Landarbeiter in und um Wolkersdorf und Bottendorf sesshaft. Die Domäne wurde ab dem späten 17. Jahrhundert verpachtet und schließlich 1912 aufgelöst.

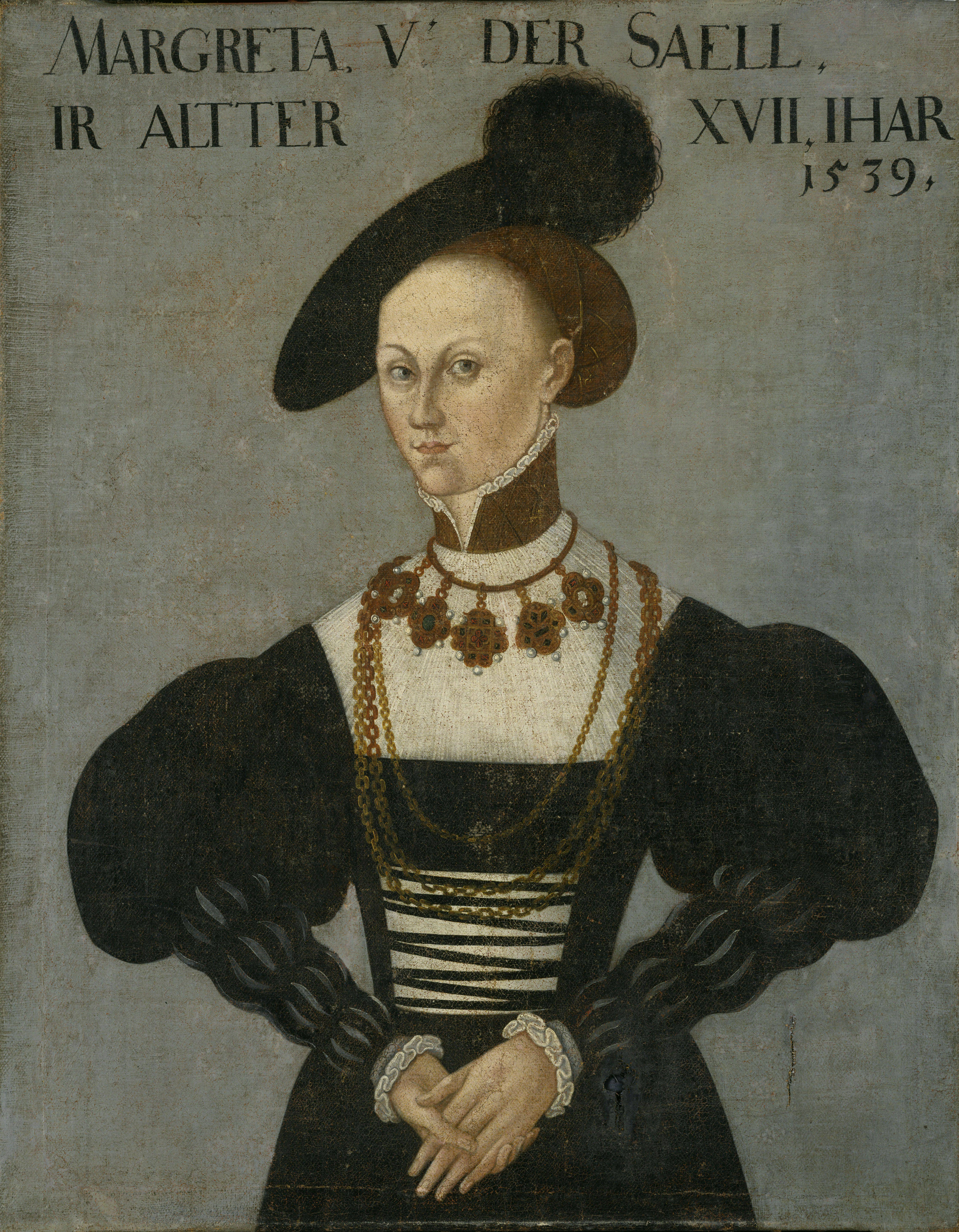
Margarethe von der Saale

Eine zumindest zeitweilige geschichtliche Bedeutung erlangte das Schloss, als Landgraf Philipp I. nach seiner im März 1540 geschlossenen bigamistischen Zweitehe mit der 18-jährigen Margarethe von der Saale diese zwei Jahre lang in Wolkersdorf versteckte. Dort gebar sie 1541 ihren ersten gemeinsamen Sohn Philipp.
1618 ließ Landgraf Moritz einen in der Mitte des Wirtschaftshofs befindlichen Bau abreißen, das Jägerhaus ausbessern, einige Scheunen verrücken, und das Schloss weiter ausbauen. Das größere Haus an der Westseite hatte nun sieben kleine polygonale Erkertürmchen mit Spitzhelmen und einen als Glockenturm genutzten Dachreiter, und der Treppenturm erhielt ein spitzes Kegeldach mit vier Ecktürmchen.
In der Schlussphase des Dreißigjährigen Kriegs und insbesondere im sogenannten Hessenkrieg wurde das Schloss zwischen 1641 und 1648 mehrfach von Truppen der verfeindeten hessischen Landgrafschaften, Hessen-Darmstadt und Hessen-Kassel, und deren Verbündeten erobert. Der letzte Besitzwechsel erfolgte offenkundig im Zusammenhang mit dem am 20. November 1646 nordwestlich von Frankenberg ausgetragenen Gefecht auf der Totenhöhe, das die Hessen-Kasseler und Schweden für sich entschieden und dabei die Darmstädter Besatzung aus Wolkersdorf vertrieben. Dabei wurde das Anwesen allerdings teilweise zerstört. Als der Krieg endete, war die Schlossanlage weitgehend verwüstet, wurde jedoch wieder instand gesetzt.
1750/51 wurden von dem landgräflichen Oberbaumeister Johann Friedrich Jussow (1701–1779) detaillierte Bauzeichnungen des Schlosses angefertigt, offensichtlich angesichts eines ins Auge gefassten möglichen Neu- oder Umbaus, zu dem zwar Bauzeichnungen vorliegen, es jedoch nicht kam.

### Abbruch
Das Ende des Schlosses nahte, als das Kurfürstentum Hessen im Jahre 1807 von Napoleon aufgelöst und in das von ihm für seinen jüngsten Bruder Jérôme geschaffene Königreich Westphalen eingegliedert wurde. Der wegen seines ausschweifenden Lebenswandels von den Bürgern seiner Hauptstadt Kassel als „König Lustik“ verspottete Jérôme war nahezu permanent auf der Suche nach neuen Einnahmequellen und verkaufte 1811 sowohl das Inventar als auch das Schloss selbst. Die Schlossgebäude wurden vom Bottendorfer Zimmermann Conrad Nolte 1812/13 abgebrochen und das dabei geborgene Baumaterial wurde anderenorts wiederverwendet.
Auch die Bauten des zur Domäne gehörigen Wirtschaftshofs wurden größtenteils abgebrochen und dann erst nach der vom 1813 nach Kassel zurückgekehrten Kurfürsten Wilhelm I. verfügten Annullierung des Domänenverkaufs schrittweise durch Neubauten ersetzt. Die ältesten Gebäude auf dem einstigen Domänenhof sind ein langgestrecktes, zweigeschossiges, komplett verschiefertes Fachwerkwohnhaus (Nr. 75/77), eine wohl noch Mitte des 19. Jahrhunderts entstandene, rechtwinklig zu Nr. 77 stehende große Scheune aus Werksteinquadern, die wohl aus dem abgerissenen Schloss stammen, sowie die Hofanlage Nr. 81 im Südwesten.